# یواس‌اس گود (ای‌اچ-۱۰)
یواس‌اس گود (ای‌اچ-۱۰) (به انگلیسی: USS Samaritan (AH-10)) یک کشتی بود که طول آن ۴۴۸ فوت (۱۳۷ متر) بود. این کشتی در سال ۱۹۲۰ ساخته شد.